# Bangor (Pensilvânia)
Bangor é um distrito localizado no estado norte-americano de Pensilvânia, no Condado de Northampton.

## Demografia
Segundo o censo norte-americano de 2000, a sua população era de 5319 habitantes. 
Em 2006, foi estimada uma população de 5286, um decréscimo de 33 (-0.6%).

## Geografia
De acordo com o United States Census Bureau tem uma área de 
4,0 km², dos quais 4,0 km² cobertos por terra e 0,0 km² cobertos por água. Bangor localiza-se a aproximadamente 130 m acima do nível do mar.

## Localidades na vizinhança
O diagrama seguinte representa as localidades num raio de 12 km ao redor de Bangor. 